# Emil Stoilov
Emil Emilov Stoilov (nacido el 7 de febrero de 2002, en Sofía) es un jugador de baloncesto búlgaro, que ocupa la posición de pívot. Actualmente milita en el Hestia Menorca de la Liga LEB Oro, cedido por el Movistar Estudiantes.

## Trayectoria
Es un pívot formado en su país y en octubre de 2017 firma por el Club Baloncesto Estudiantes para seguir formándose en la cantera estudiantil.
Con apenas 15 años, el pívot búlgaro ya disputaría partidos con el filial del Club Baloncesto Estudiantes de Liga EBA en la temporada 2017-18.
En las siguientes temporadas formaría parte del filial de Liga EBA, aún teniendo edad júnior. En 2019, Emil Stoilov llegó a viajar con el equipo aunque no debutó en Liga ACB y también participó en el Basketball Without Borders, organizado por la NBA en colaboración con FIBA Europa.
El 6 de diciembre de 2020, debuta con Movistar Estudiantes en Liga Endesa en un encuentro en el que saldría de inicio y que acabaría con victoria por 77 a 78 en cancha del Retabet Bilbao Basket. Emil jugaría 8 minutos y 37 segundos de partido.
Durante la temporada 2020-21 volvería a disputar minutos con el primer equipo del Movistar Estudiantes en Liga Endesa. El 14 de marzo de 2021, anotaría sus primeros dos puntos en su octavo partido de colegial, frente al Retabet Bilbao Basket en la jornada 26.
El 20 de agosto de 2021, llega cedido al ZTE Real Canoe de la Liga LEB Plata.
El 1 de septiembre de 2022, se confirma como jugador del Movistar Estudiantes de Liga LEB Oro para la temporada 2022-23.
El 15 de febrero de 2023, firma por el Hestia Menorca de la Liga LEB Plata, cedido para lo que resta de temporada por el Movistar Estudiantes.
El 9 de agosto de 2023, se vuelve a renovar su cesión al Hestia Menorca de la Liga LEB Oro por una temporada.

### Selección nacional
Fue internacional con las categorías inferiores de Bulgaria, con la que en 2017 disputó el Campeonato de Europa Sub-16, promediando 5,5 tantos y 4,8 rebotes en la cita, siendo un año más pequeño que la mayoría de jugadores.
En septiembre de 2022 disputó con el combinado absoluto búlgaro el EuroBasket 2022, finalizando en vigésima posición.